# 피스컵

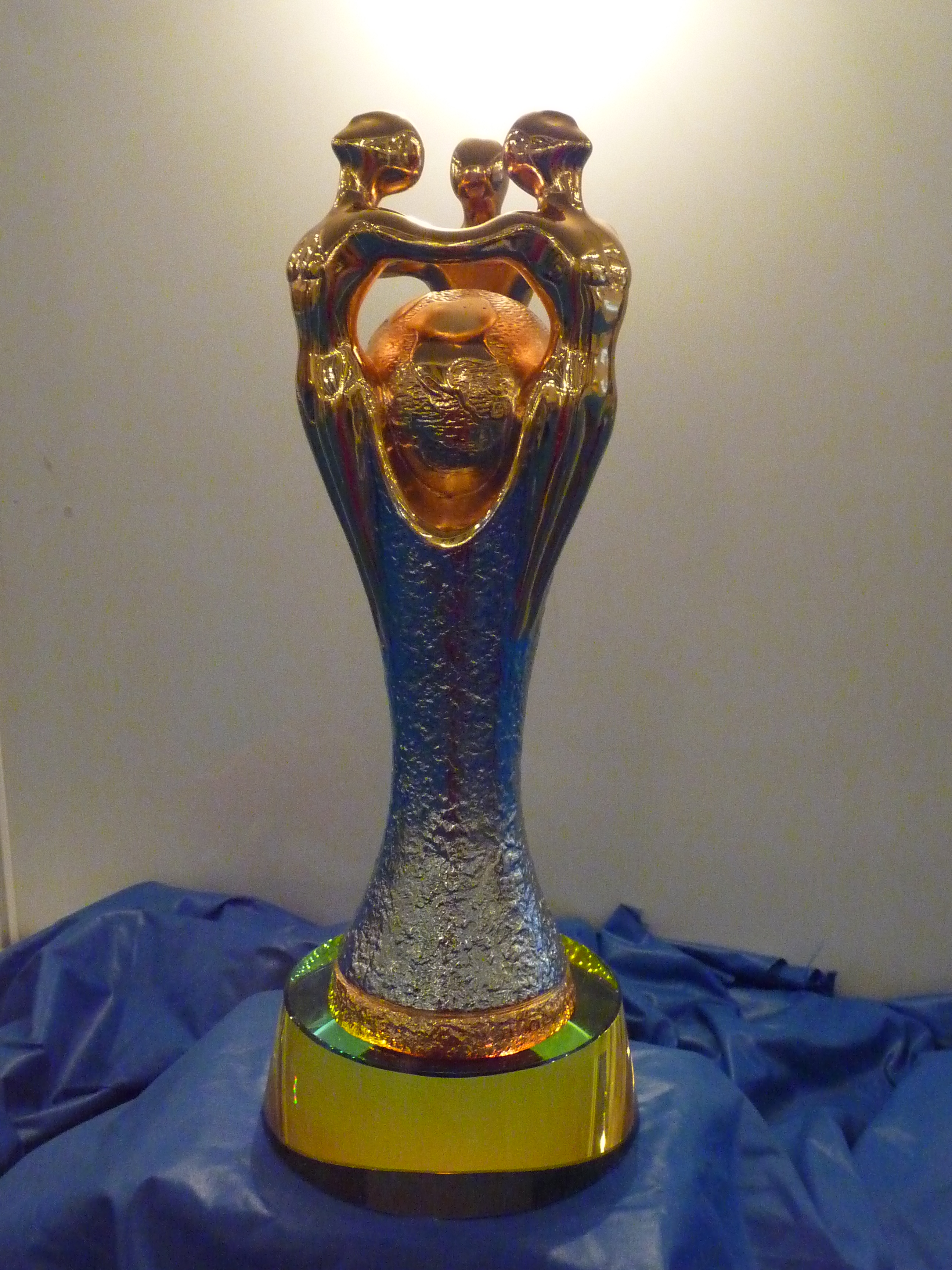
트로피

피스컵(Peace Cup)은 선문평화축구재단이 주관한 국제 클럽 축구 대회이다. 2003년부터 2년 주기로 대회가 열렸으며 2007년 제3회 피스컵까지 열렸다. 이 대회가 성공하자 선문평화축구재단은 2006년부터 2010년까지 국제 여자 축구 대회인 피스퀸컵(Peace Queen Cup)을 주관했다.
2009년 제4회 대회는 스페인 마드리드와 안달루시아 지방에서 개최하였다. 제5회 대회는 2012년 7월 대한민국에서 개최하였으며, 이 대회부터 개최 주기가 2년에서 3년으로 바뀌었다.
연예인 축구대회인 피스스타컵은 2007년부터 매년마다 개최되었다. 2009년에는 피스컵 코리아라는 명칭으로 리그컵을 개최하기도 하였다. 2010년과 2011년 피스컵은 통일교의 지원이 축소되면서 개최되지 못했지만 2012년 7월, 다시 피스컵이 개최되었다. 2012년 10월 29일 조직위원회가 해체됨에 따라 피스컵과 피스퀸컵은 폐지되었다.

## 대회 형식
8개 팀을 2개 그룹으로 나눠 각각 4팀이 겨룬다. 각 그룹의 1위 팀만이 결승전에 진출, 우승 팀을 가리게 된다.

## 대회 명칭
원래 대회 명칭은 '선문 피스컵'이었다. 하지만 선문이라는 이름이 세계평화통일가정연합의 문선명 총재의 이름을 따서 이름을 지었지만 종교적 색깔이 강하다는 비판이 일자 명칭을 월드 피스컵으로 바꿨다. 그 후 대회명을 다시 월드 피스킹컵(World Peace King Cup)으로 바꾸고 대회를 추친했다. 1회 대회 직전 AFC에서 명칭에 대해 경고했다. 월드(World)라는 명칭은 FIFA에서 주최하는 대회에만 쓸 수 있고 킹(King)은 왕정 국가에서 여는 대회에만 쓸 수 있다는 이유였다.

## 대회결과

### 2003년
참가팀
- A조
  -  베식타시 JK
  -  성남 일화 천마
  -  카이저 치프스
  -  올랭피크 리옹
- B조
  -  TSV 1860 뮌헨
  -  나시오날
  -  LA 갤럭시
  -  PSV 에인트호번

우승 팀 :  PSV 에인트호번

MVP : 박지성 ( PSV 에인트호번)

### 2005년
참가팀
- A조
  -  성남 일화 천마
  -  올랭피크 리옹
  -  온세 칼다스
  -  PSV 에인트호번
- B조
  -  보카 주니어스
  -  레알 소시에다드
  -  마멜로디 선다운즈
  -  토트넘 홋스퍼

우승 팀 :  토트넘 홋스퍼

골든 볼 : 로비 킨 ( 아일랜드) ( 토트넘 홋스퍼)

실버 볼 : 미도 ( 이집트) ( 토트넘 홋스퍼)

브론즈 볼 : 이영표 ( 대한민국) ( PSV 에인트호번)

### 2007년
참가팀
- A조
  -  성남 일화 천마
  -  볼턴 원더러스
  -  CD 과달라하라
  -  라싱 산탄데르
- B조
  -  올랭피크 리옹
  -  리버 플레이트
  -  레딩 FC
  -  시미즈 S-펄스

우승 팀 :  올랭피크 리옹

페어플레이상 :  CD 과달라하라

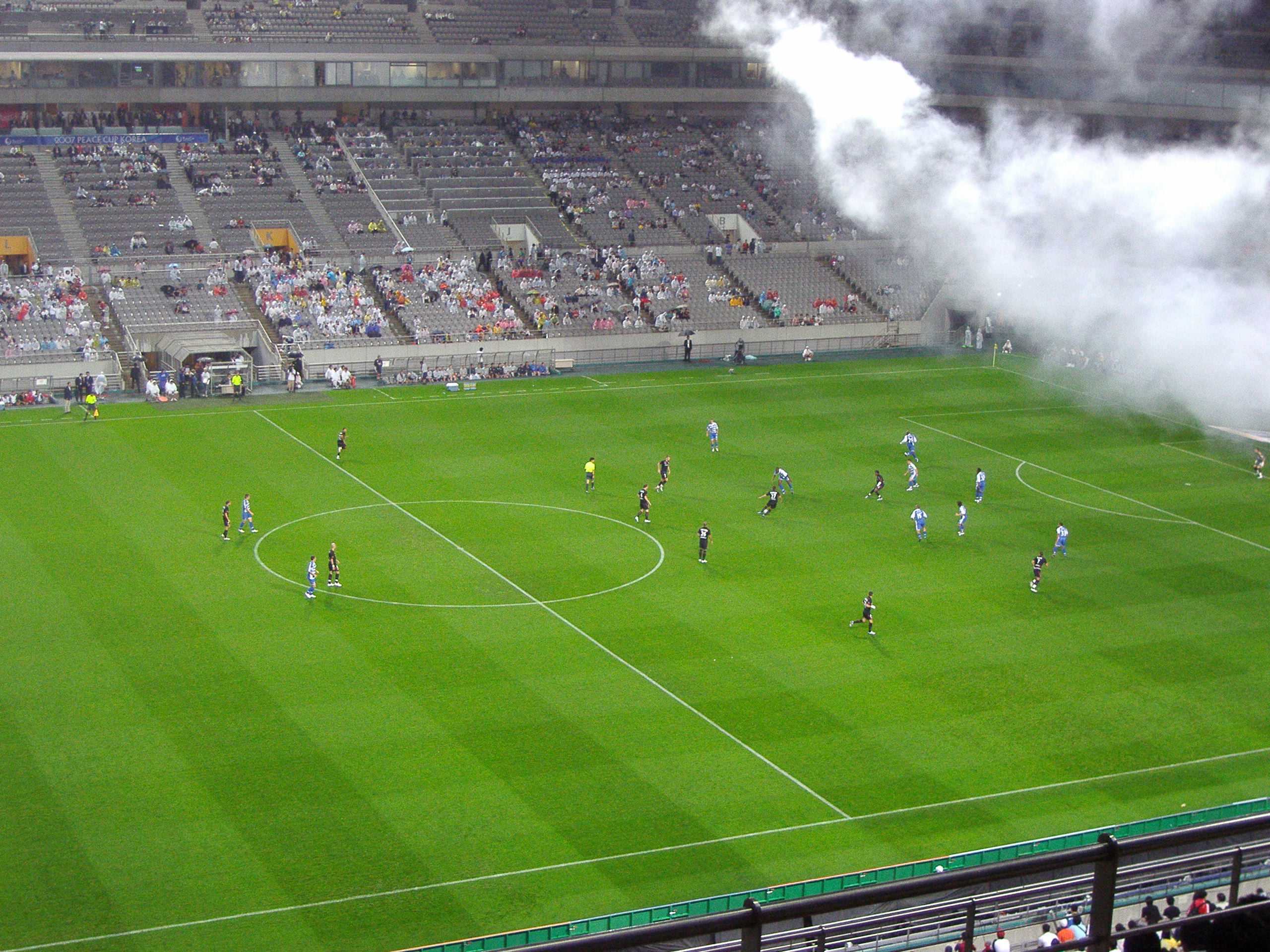
피스컵 2007 올랭피크 리옹 vs 레딩FC

MVP : 킴 셸스트룀 ( 스웨덴 국적) ( 올랭피크 리옹)

골든 볼 : 카림 벤제마 ( 프랑스 국적) ( 올랭피크 리옹)

실버 볼 : 유시 얘스켈래이넨 ( 핀란드 국적) ( 볼턴 원더러스)

브론즈 볼 : 니콜라 아넬카 ( 프랑스 국적) ( 볼턴 원더러스)

### 2009년
2009년 7월 24일부터 8월 2일까지 스페인 안달루시아에서 개최. 대한민국이 아닌 곳에서 치러지는 첫 번째 대회이다. 참가 팀도 12개로 늘어났다.
참가팀
- A조
  -  성남 일화 천마
  -  세비야 FC
  -  유벤투스 FC
- B조
  -  레알 마드리드
  -  리가 데 키토
  -  알 이티하드
- C조
  -  말라가 CF
  -  애스턴 빌라
  -  아틀란테 FC
- D조
  -  올랭피크 리옹
  -  베식타시 JK
  -  FC 포르투

### 2012년
3년 만에 피스컵을 다시 개최한다. 대한민국 수원에서 개최되고 출전팀은 4팀으로 축소되었으며, 풀리그 후 토너먼트 형식으로 진행된다. (성남 일화 천마를 제외한 나머지 3팀에는 해외파 대한민국 축구 선수들이 뛰고 있는 팀이다. 각각 지동원, 손흥민, 석현준) 마지막으로 열리는 대회이다.
참가팀
- 성남 일화 천마
- 선덜랜드 AFC
- 함부르크 SV
- FC 흐로닝언

## 같이 보기
- 코리아컵 국제축구대회
- 피스퀸컵